# Durmersheim
Durmersheim är en kommun och ort i Landkreis Rastatt i regionen Mittlerer Oberrhein i Regierungsbezirk Karlsruhe i förbundslandet Baden-Württemberg i Tyskland. 
Den tidigare kommunen Würmersheim uppgick i Durmersheim 1 januari 1974.
Kommunen ingår i kommunalförbundet Durmersheim tillsammans med kommunerna  Au am Rhein, Bietigheim och Elchesheim-Illingen.